# GWR 645 Class
GWR 645 и 1501 Class — два тесно связанных типа танк-паровозов с осевой формулой 0-3-0, спроектированных и построенных Джорджем Армстронгом на Вулвергемптонском паровозостроительном заводе Большой западной железной дороги (GWR).
Конструктивно это были варианты GWR 633 Class с седельным танком.

## Постройка
| Номера               | Партия | Год     | Примечания |
| -------------------- | ------ | ------- | --- |
| 645—655 + б/н        | O      | 1872    | 3 б/н для рудной железной дороге Южного Уэльса (SWMR), 2 б/н для железной дороги Кармартена и Кардигана (C&CR); № 655 продан (C&CR) |
| 656, 757-763 + 4 б/н | P      | 1872-73 | 3 б/н для рудной железной дороге Южного Уэльса (SWMR), 2 б/н для железной дороги Кармартена и Кардигана (C&CR); № 655 продан (C&CR) |
| 764-775              | Q      | 1873    | 767 продан (SWMR) |
| 1501-1512            | A2     | 1878    | |
| 1513-1524            | B2     | 1878-79 | |
| 1525-1536            | D2     | 1879    | |
| 1537-1548            | E2     | 1879–80 | |
| 1549-60              | F2     | 1880    | |
| 1801-1812            | G2     | 1881    | |

Первые 36 паровозов, обозначенных как 645 Class, были построены в 1872-73 годах, с 1878 года было построено 72 паровоза несколько увеличенных размеров под обозначением 1501 Class. В отличие от первых 36, на этих полноразмерные седельные танки были установлены с завода.
Паровозы C&CR в 1881 году возвратились на GWR под номерами 902-904.

## Конструкция
Паровозы были построены с движущими колёсами диаметром 4 ф. 6 д. (1372 мм), позднее за счёт насадки боле толстых бандажей диаметр был увеличен до 4 ф. 7+1/2 д. (1410 мм). Наиболее заметным отличием двух типов были боле короткие танки и отсутствие полноценных кабин на 645 class.
| Тип        | Танк                                                  | Кабина                                                                        | Задний конец рамы                | Диаметр цилиндров | Поверхность нагрева  | Ёмкость танка |
| ---------- | ----------------------------------------------------- | ----------------------------------------------------------------------------- | -------------------------------- | ----------------- | -------------------- | ------------- |
| 645 Class  | седельный танк покрывает только барабан котла и топку | состоит лишь из лобового листа и низких боковин, полукабины добавлены позднее | 5 ф. 3 д. (1,60 м) от задней оси | 16 ″ (406 мм)     | 1300 фут² (120,8 м2) | 4,41 т        |
| 1501 Class | седельный танк покрывает и дымовую коробку            | кабина с крышей и полноценными боковинами                                     | 5 ф. 9 д. (1,75 м) от задней оси | 17 ″ (432 мм)     | 1145 фут² (106 м2)   | 5,04 т.       |

С 1918 года все паровозы, кроме шести, были переделаны на котлы с топками Бельпера, вьючные танки на полную длину котла с дымовой коробкой, и цилиндры расточены до 17 ″ (432 мм).

## Эксплуатация
Большинство паровозов этих типов работали в севреном дивизионе GWR. В 1910—1922 годах ещё три паровоза, № 1806, 1811 и 1546, передали на SWMR, а остальные — в другие места Южного Уэльса. В большинстве своём паровозы были списаны в 1930-х годах. № 1531, 1532, 1538 и 1542 недолгое время находились в собственности British Railways, но были списаны к декабрю 1949 года. Ни один паровоз не сохранился.